# Агенција за управљање одузетом имовином (Република Српска)
Агенција за управљање одузетом имовином републичка управна организација унутар Министарство правде Републике Српске. Основана је Законом о одузимању имовине стечене извршењем кривичног дјела донетог 2010. година, а замењен је новим законом истог имена 2018. године, а Агенција се такође се спомиње и у Закону о републичкој управи.
Агенција је организована као правно лице и налази се у саставу Министарства правде. Агенцијом управља директор, а тренутни директор је Свјетлана Кусић.

## Надлежности

### Надлежности по Закону о републичкој управи
Агенција за управљање одузетом имовином управља:
- привремено и трајно одузетом имовином која је проистекла извршењем кривичног д‌јела, одузетим предметима и средствима насталим извршењем кривичног д‌јела, у складу са чланом 82. Кривичног законика
- одузетом имовинском користи, приходима или другом користи насталом из имовинске користи прибављеном кривичним д‌јелом, у складу са чл. 83. до 85. Кривичног законика, имовином датом на име јемства у кривичном поступку и на име јемства у складу са законом
- одузетим предметима и имовинском користи прибављеним извршењем прекршаја, привремено и трајно одузетом имовином по основу одлука суда Босне и Херцеговине, судова Федерације Босне и Херцеговине и судова Брчко Дистрикта Босне и Херцеговине
- имовином чије је располагање ограничено у складу са одлукама Уједињених нација и других међународних организација чији је члан Република Српска и Босна и Херцеговина
- привремено и трајно одузетом имовином од иностраног органа, а по молби тог органа за пружање међународне правне помоћи

Агенција води евиденције о имовини којом управља и о судским поступцима у којима је одлучивано о таквој имовини, врши обраду и праћење података о одузетој имовини којом управља у сврху анализа у области примјене закона, учествује у пружању међународне правне помоћи, учествује у обуци државних службеника у вези са управљањем одузетом имовином и обавља друге послове у складу са законом.
Агенција управља:
- привремено и трајно одузетом имовином која је проистекла извршењем кривичног дјела
- одузетим предметима и средствима насталим извршењем кривичног дјела, у складу са чланом 82. Кривичног законика
- одузетом имовинском користи, приходима или другом користи насталом из имовинске користи прибављеном кривичним дјелом, у складу са чл. 83. до 85. Кривичног законика
- имовином датом на име јемства у кривичном поступку и на име јемства, у складу са чланом 27. овог закона
- одузетим предметима и имовинском користи прибављеним извршењем прекршаја
- привремено и трајно одузетом имовином по основу одлука суда Босне и Херцеговине, судова Федерације Босне и Херцеговине и судова Брчко Дистрикта Босне и Херцеговине
- имовином чије је располагање ограничено, у складу са одлукама Уједињених нација и других међународних организација, чији је члан Република Српска и Босна и Херцеговина
- привремено и трајно одузетом имовином од иностраног органа, а по молби тог органа за пружање међународне правне помоћи, у смислу одредаба овог закона

Управљање одузетом имовином обухвата преузимање одузете имовине, складиштење и чување, процјену вриједности одузете имовине, продају и управљање добијеним средствима у складу са законом, доношење одлука о управљању хартијама од вриједности и удјелима у привредним друштвима, давање у закуп, давање на кориштење, уништење одузете имовине, враћање одузете имовине и друге послове у складу са овим законом.
Агенција води евиденције о имовини којом управља и о судским поступцима у којима је одлучивано о таквој имовини, врши обраду и праћење података о одузетој имовини којом управља у сврху анализа у области примјене закона, учествује у пружању међународне правне помоћи, учествује у обуци државних службеника у вези са управљањем одузетом имовином и обавља друге послове у складу са овим законом.